# Passagem Franca do Piauí
Passagem Franca do Piauí is een gemeente in de Braziliaanse deelstaat Piauí. De gemeente telt 4.246 inwoners (schatting 2009).